# 剛志天神山古墳
剛志天神山古墳（たけしてんじんやまこふん）または上武士天神山古墳（かみたけしてんじんやまこふん）は、群馬県伊勢崎市境上武士（さかいかみたけし）にあった古墳。形状は前方後円墳。武士古墳群を構成した古墳の1つ。現在では墳丘は失われている。出土埴輪の一部は国の重要文化財に指定されている。

## 概要
群馬県東部、利根川支流の広瀬川と粕川の合流点北岸に築造された大型前方後円墳である。武士地域の4丘陵のうちでは最も高い丘上に所在した。上武士地区では前方後円墳3基・円墳36基、下武士地区では前方後円墳2基・円墳59基が存在したとされるが、天神山古墳を含めて大半が畑地化・宅地化で消滅している。1967年（昭和42年）に残存墳丘の発掘調査が実施されている。
墳形は前方後円形で、前方部を南方向に向けた。墳丘外表では円筒埴輪列・形象埴輪が確認されている。特に現在天神山古墳出土と伝わる形象埴輪は、優品として知られる。埋葬施設は横穴式石室で、榛名山の角閃石安山岩が石材として使用される。築造時期は古墳時代後期-終末期の6世紀末-7世紀初頭頃と推定される。

## 遺跡歴
- 1938年（昭和13年）の『上毛古墳綜覧』に「剛志村30号墳」として登載（当時には旧境町所在古墳として前方後円墳8基・円墳150基・不詳2基の160基が存在）[2]。
- 1958-1959年（昭和33-34年）、出土埴輪の一部が国の重要文化財に指定。
- 1967年（昭和42年）、松村一昭による発掘調査（当時には大半が消滅）。円筒埴輪列の確認[3]。

## 文化財

### 重要文化財（国指定）
- 埴輪 猪 群馬県佐波郡境町大字上武士天神山出土（考古資料） - 東京国立博物館保管。1958年（昭和33年）2月8日指定[5][6]。
- 埴輪 犬 群馬県佐波郡境町大字上武士天神山出土（考古資料） - 指定名称は「埴輪 犬」であるが、近年では鹿形埴輪とされる。九州国立博物館保管。1958年（昭和33年）2月8日指定[7][8]。
- 埴輪 男子立像 群馬県佐波郡境町大字上武士天神山出土 - 所有者は個人（金沢市）、九州国立博物館保管。1958年（昭和33年）3月25日指定[9][10]。
- 埴輪 鶏 群馬県佐波郡境町大字上武士天神山出土（考古資料） - 群馬県立歴史博物館保管。1959年（昭和34年）6月27日指定[11]。

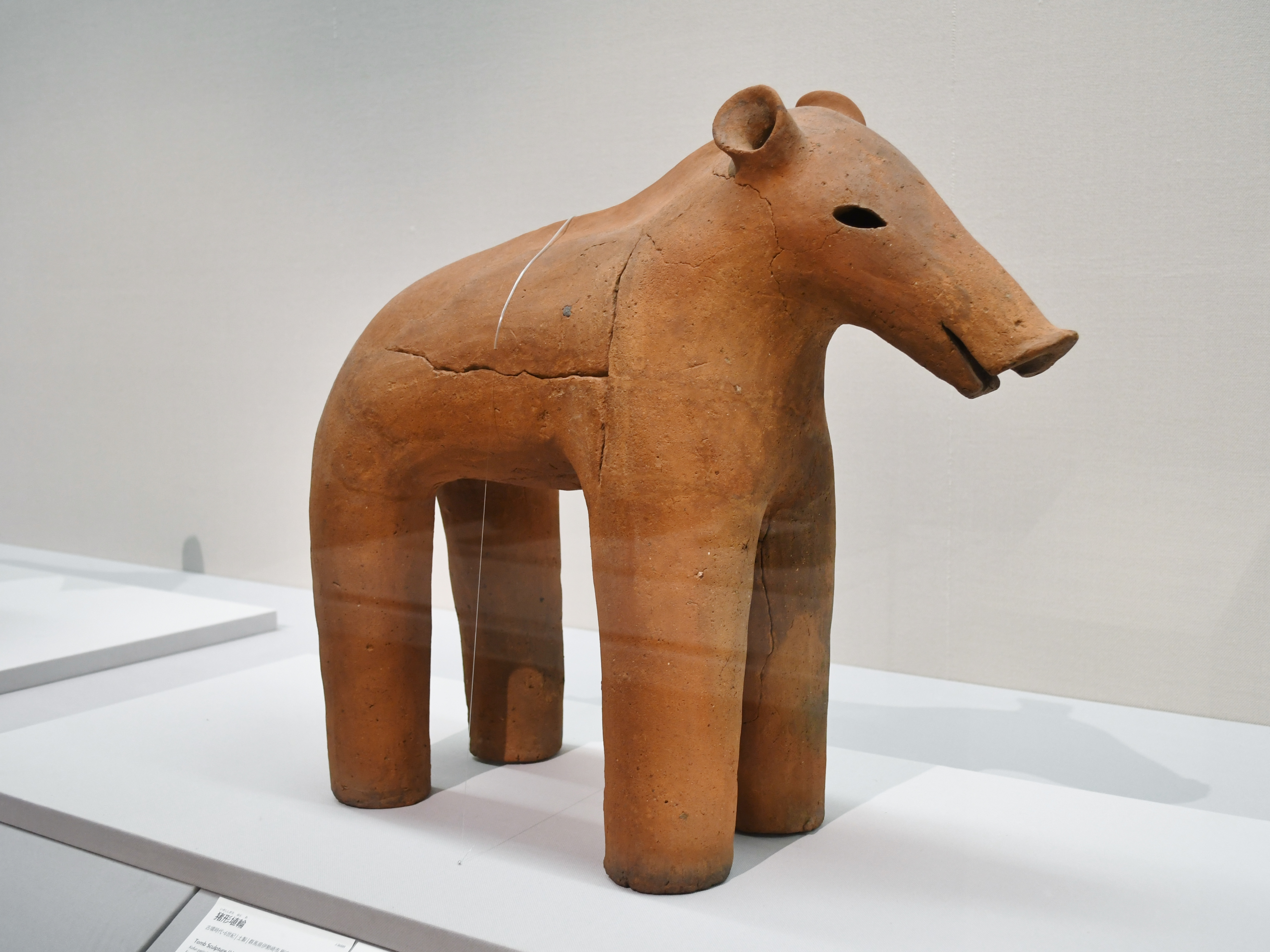
猪形埴輪 東京国立博物館展示。
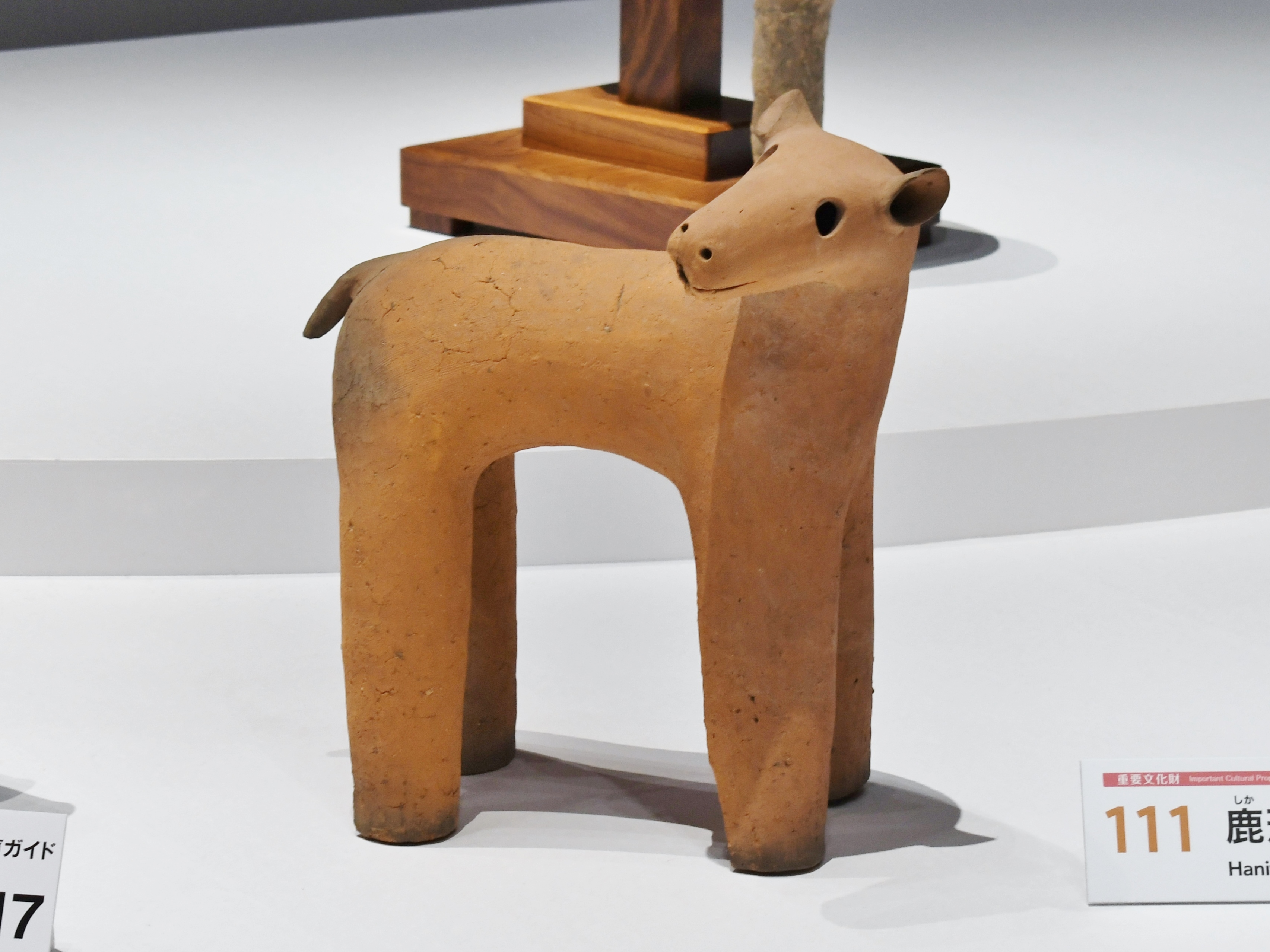
鹿形埴輪 九州国立博物館特別展示時に撮影。
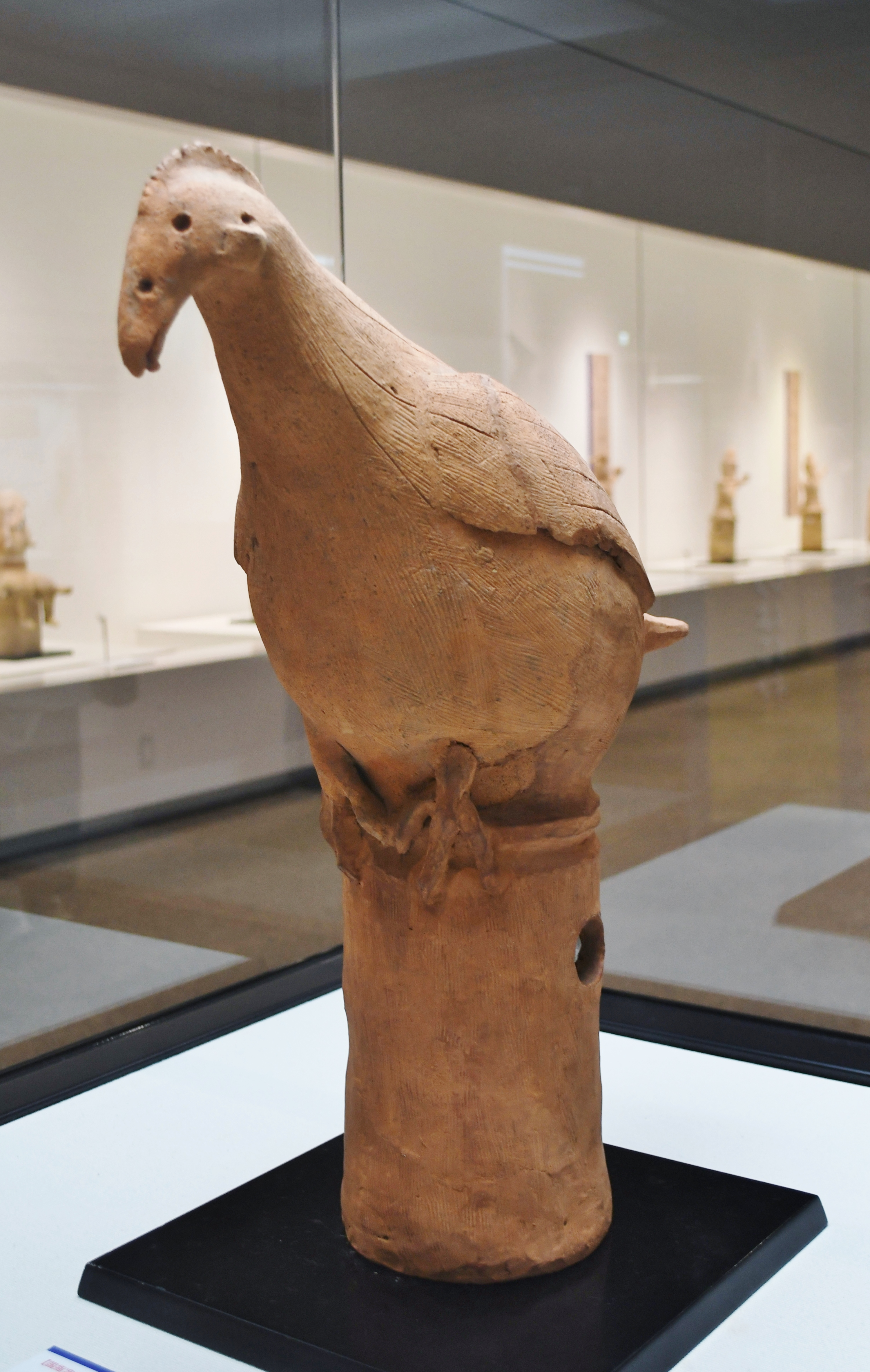
鶏形埴輪 群馬県立歴史博物館展示。

### その他
- 埴輪 男子頭部 群馬県伊勢崎市剛志天神山古墳出土 - 東京国立博物館保管[12]。
- 埴輪 太鼓を叩く男子 群馬県伊勢崎市境上武士出土 - 東京国立博物館保管[13]。
- 埴輪 犬 群馬県伊勢崎市剛志天神山古墳出土 - 東京国立博物館保管[14]。
- 埴輪 鼓を打つ人物 群馬県伊勢崎市境上武士出土 - 東京国立博物館保管[15]。
- 埴輪 左手に器を持つ女子 群馬県伊勢崎市剛志天神山古墳出土 - 東京国立博物館保管[16]。
- 埴輪 女子 伝群馬県佐波郡境町大字上武士天神山出土 - 九州国立博物館保管[17]。
- 埴輪 農夫 伝群馬県佐波郡境町大字上武士天神山出土 - 九州国立博物館保管[18]。
- 埴輪 武人 伝群馬県伊勢崎市天神山古墳出土 - 九州国立博物館保管[19]。

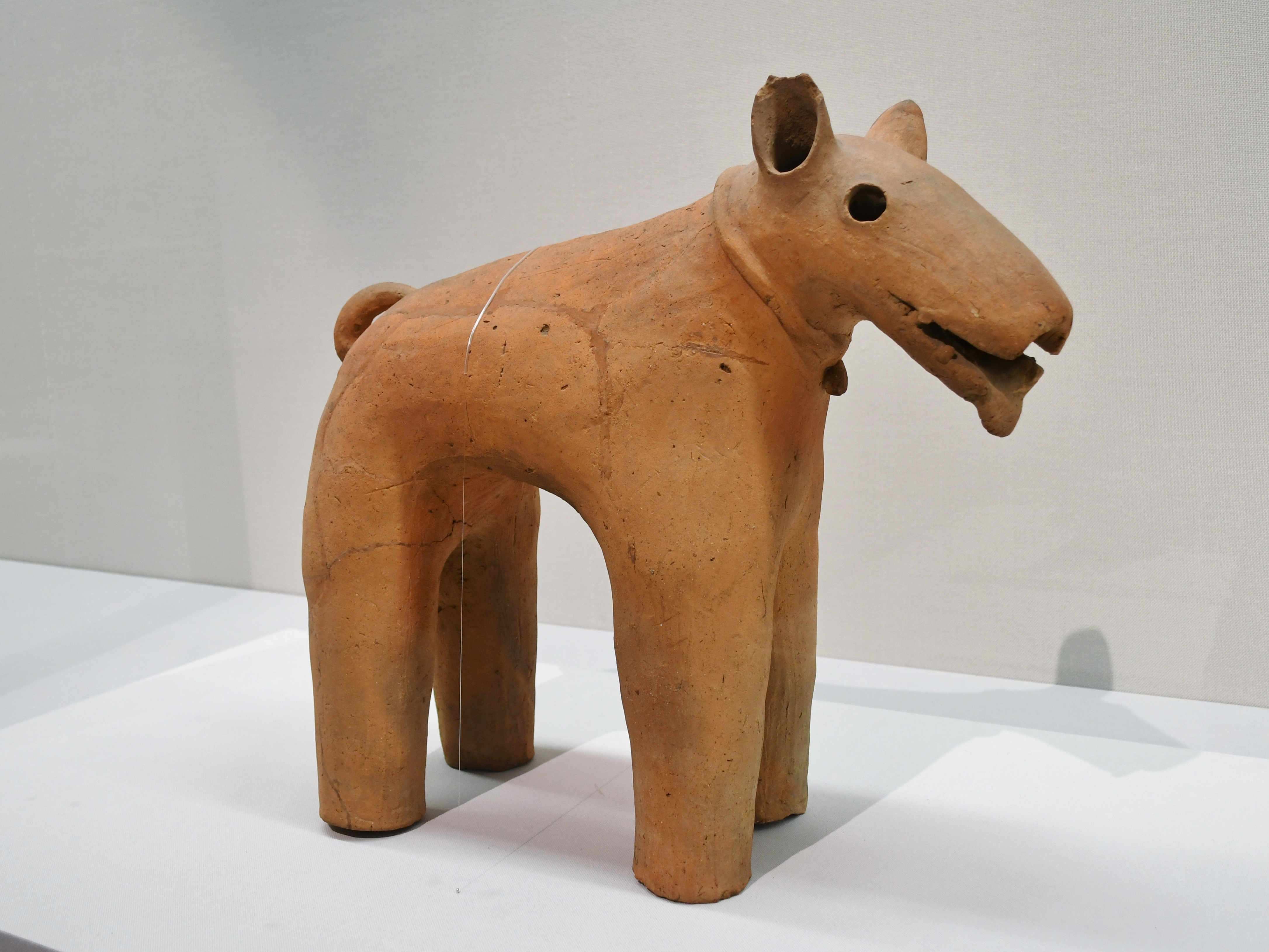
犬形埴輪 東京国立博物館展示。
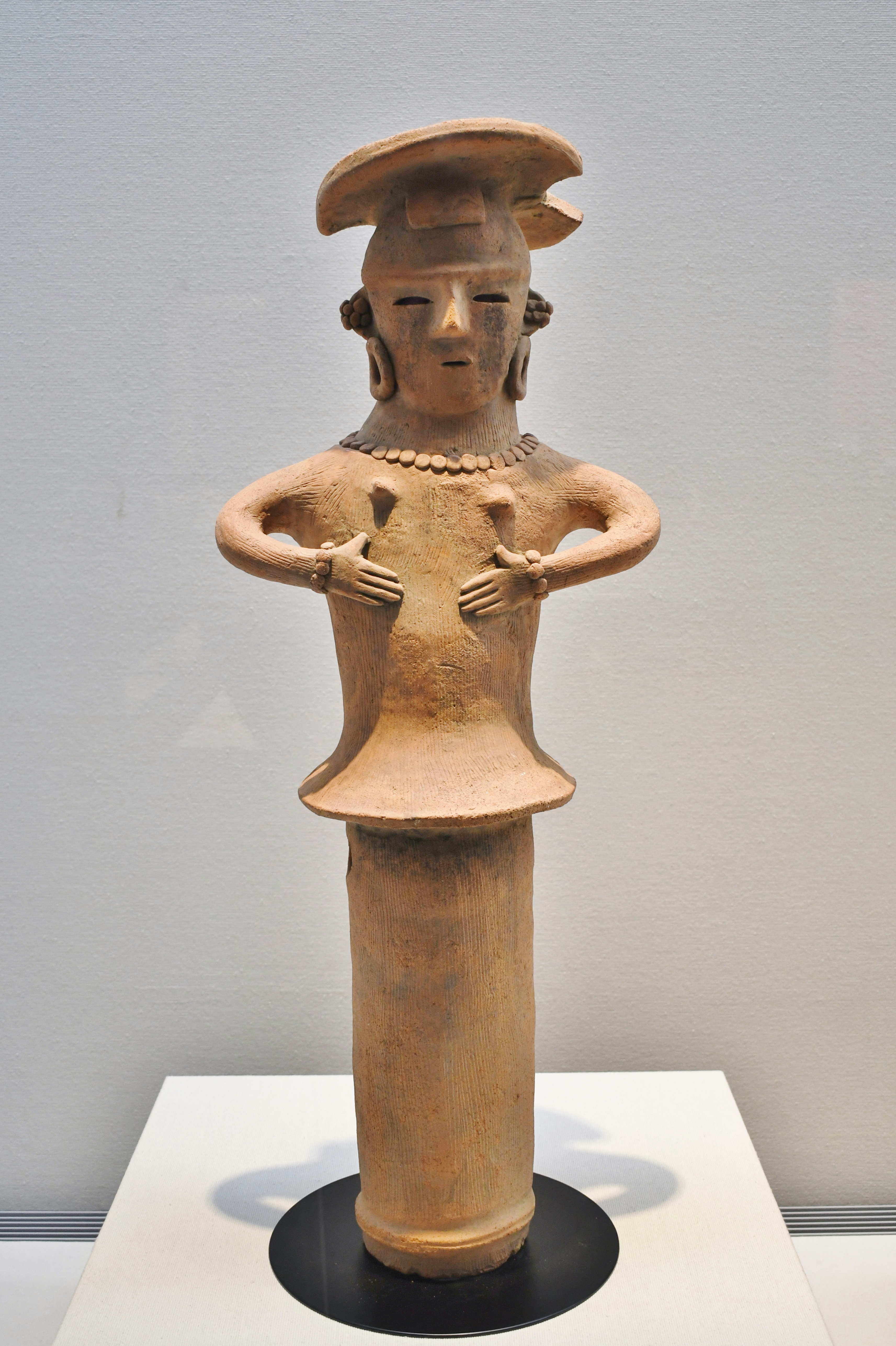
女子形埴輪 九州国立博物館展示。
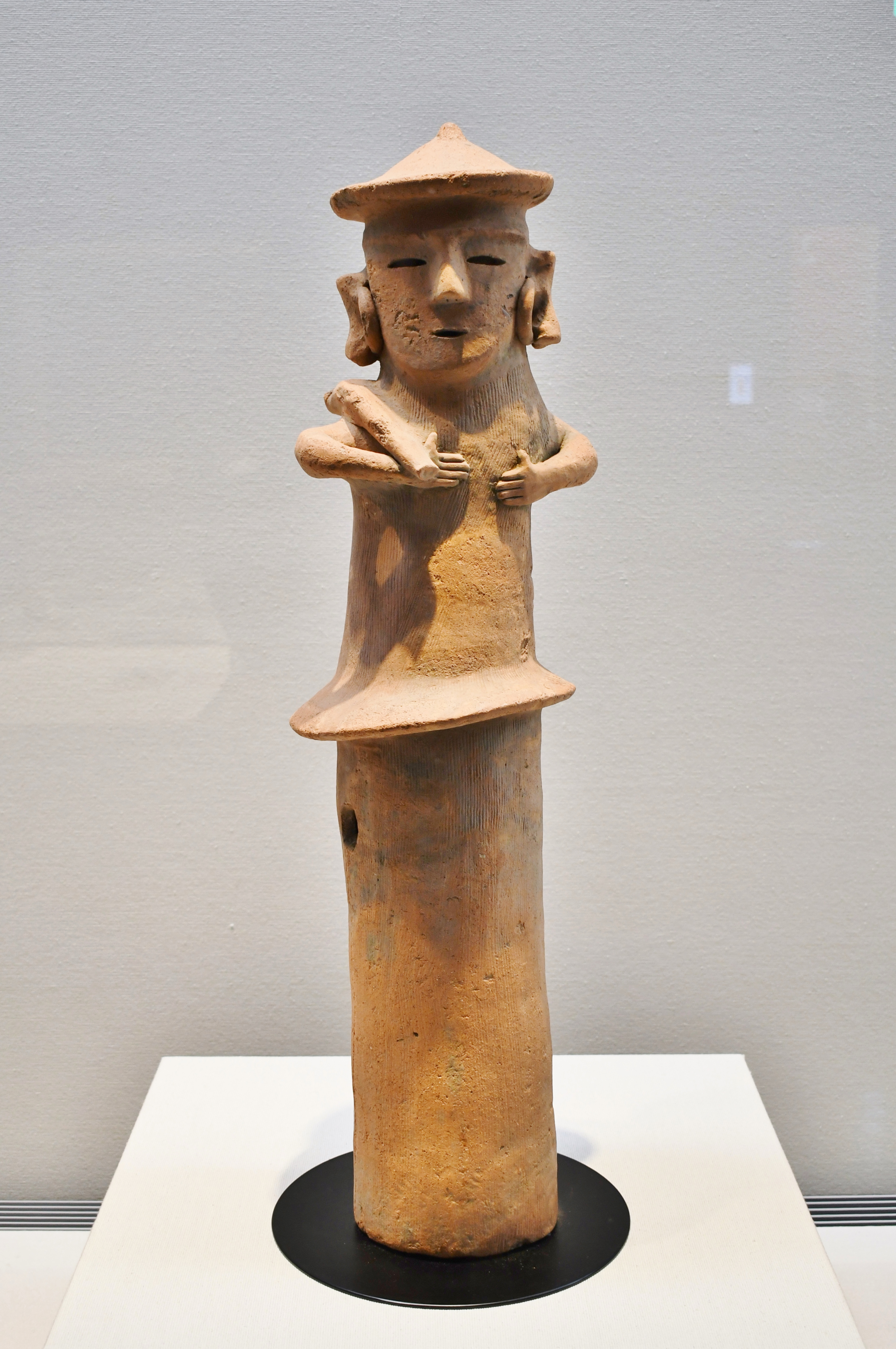
農夫形埴輪 九州国立博物館展示。
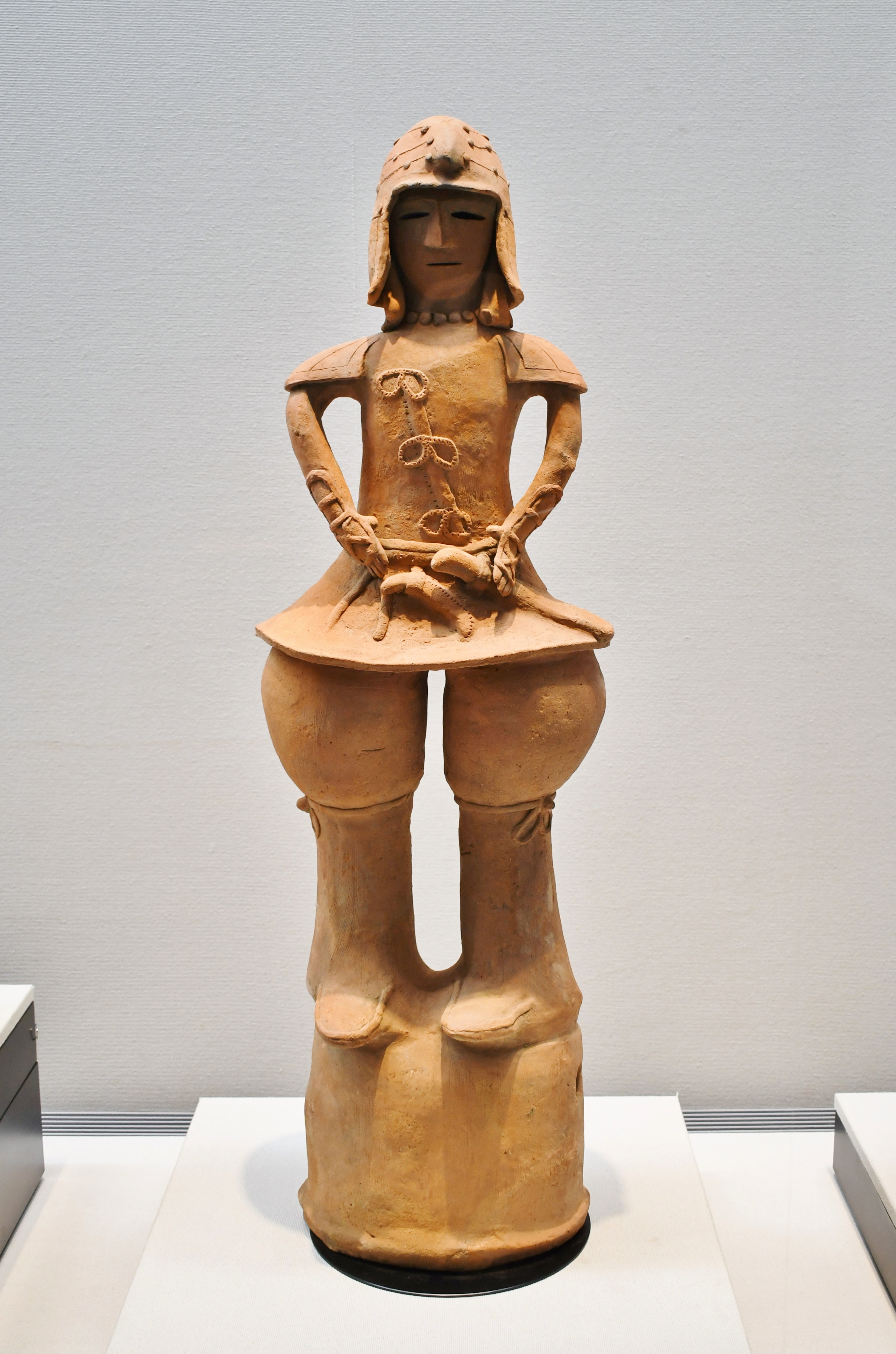
武人形埴輪 九州国立博物館展示。

## 関連文献
（記事執筆に使用していない関連文献）
- 『境町史』 第3巻（歴史編 上）、境町、1996年。